# Berliner Erklärung über offenen Zugang zu wissenschaftlichem Wissen
Die Berliner Erklärung über offenen Zugang zu wissenschaftlichem Wissen (englisch Berlin Declaration on Open Access to Knowledge in the Sciences and Humanities, kurz: Berliner Erklärung) ist eine wissenschaftspolitische Deklaration zu Open Access. Der Begriff „Open Access“ wurde durch die Berliner Erklärung im deutschsprachigen Raum bekannt.

## Geschichte
Die Berliner Erklärung wurde am 22. Oktober 2003 von den 19 Initiativmitgliedern von deutschen und internationalen Forschungsorganisationen beschlossen. Bis zum April 2023 wurde sie insgesamt von 778 Institutionen aus aller Welt unterzeichnet. Sie gilt als wichtiger Meilenstein der Open-Access-Bewegung. Die Unterschrift erfolgte als festlicher Höhepunkt einer Tagung der Max-Planck-Gesellschaft im Harnack-Haus in Berlin. Nach einer Angabe auf dem eDoc-Server der Max-Planck-Gesellschaft wurde die Erklärung von der Max-Planck-Gesellschaft initiiert.
Zu den Erstunterzeichnern gehörten unter anderem: die Hochschulrektorenkonferenz, der Wissenschaftsrat, die Deutsche Forschungsgemeinschaft, die Max-Planck-Gesellschaft, die Fraunhofer-Gesellschaft, die Wissenschaftsgemeinschaft Gottfried Wilhelm Leibniz e. V., die Helmholtz-Gemeinschaft Deutscher Forschungszentren sowie der Deutsche Bibliotheksverband. Bislang haben sich viele weitere internationale Institutionen dem Appell angeschlossen.
Die deutschsprachige Übersetzung der Berliner Erklärung wurde 2006 korrigiert, nachdem darauf hingewiesen worden war, dass das im Original enthaltene Recht zur Veränderung von Werken nicht genannt wurde.
Im März 2009 veröffentlichte die Allianz der deutschen Wissenschaftsorganisationen eine Gemeinsame Erklärung der Wissenschaftsorganisationen zu Open Access und Urheberrecht.
Am 19. November 2013 unterzeichneten fünf bedeutende öffentliche Kultureinrichtungen die Berliner Erklärung: die Stiftung Preußischer Kulturbesitz, die Stiftung Preußische Schlösser und Gärten Berlin-Brandenburg, das Bundesarchiv, das Deutsche Archäologische Institut und die Stiftung Jüdisches Museum Berlin. Allerdings wurde von den Einrichtungen die kostenfreie kommerzielle Nutzung untersagt und die Digitalisate unter die Creative-Commons-Lizenz BY-SA-NC gestellt.

## Inhalt
Von früheren Open-Access-Erklärungen, die sich auf die Forderung nach freier Zugänglichkeit der wissenschaftlichen Zeitschriftenliteratur im Internet beschränkten, unterscheidet sich die Berliner Erklärung durch die Einbeziehung des kulturellen Erbes, also des in Archiven, Bibliotheken und Museen verwahrten Kulturguts. Eingebracht wurde diese Ausweitung von dem europäischen Projekt ECHO, an dem das Max-Planck-Institut für Wissenschaftsgeschichte maßgeblich beteiligt ist. Aus dem Bereich der Museen hat der Generaldirektor der Staatlichen Kunstsammlungen Dresden die Berliner Erklärung unterschrieben. Während die Budapester und die Bethesda-Erklärung noch einen Fokus auf die Naturwissenschaften hatten, erarbeiteten also mit der Berliner Erklärung erstmals Natur- und Geisteswissenschaftler gemeinsam an einer Open-Access-Initiative.
Es heißt in der Vorbemerkung: „In Übereinstimmung mit der Budapester Initiative (Budapest Open Access Initiative), der ECHO-Charta und der Bethesda-Erklärung (Bethesda Statement on Open Access Publishing) haben wir diese Berliner Erklärung entworfen, um das Internet als Instrument für eine globale Basis wissenschaftlicher Kenntnisse und geistiger Reflexion zu fördern und um die Maßnahmen zu benennen, die von Politikern, Forschungsorganisationen, Förderinstitutionen, Bibliotheken, Archiven und Museen bedacht werden sollten.“
Die Open-Access-Definition (verbindlich ist die englische Fassung) nimmt frühere Definitionsversuche (insbesondere der Bethesda-Erklärung) wörtlich auf. Es wird darin nicht nur auf die Preisbarrieren, sondern auch auf die „permission barriers“, die durch restriktive Lizenzbestimmungen entstehen, abgehoben. Für alle verantwortbaren Zwecke soll in jedem digitalen Medium ein Open-Access-Text, der in einem dauerhaften institutionellen Eprint-Archiv zu hinterlegen ist, frei verbreitet und bearbeitet werden dürfen (The author(s) and right holder(s) of such contributions grant(s) to all users a free, irrevocable, worldwide, right of access to, and a license to copy, use, distribute, transmit and display the work publicly and to make and distribute derivative works, in any digital medium for any responsible purpose, subject to proper attribution of authorship).
Die von der Public Library of Science gewählte Creative-Commons-Lizenz, die eine Zuerkennung der Autorschaft sowie die Möglichkeit von Bearbeitungen (derivative works) und einer gewerblichen Nutzung vorsieht, kann als mögliche juristische Konkretisierung der Definition der Berliner Erklärung gelten.

## Berlin-Konferenzen
Seit 2003 fanden zunächst jährliche, später unregelmäßig Berlin-Konferenzen zum offenen Zugang zu wissenschaftlichem Wissen an stets wechselnden Orten statt, unter anderem in Peking, Paris oder Stellenbosch. Die Berlin12-Konferenz sowie nachfolgende Konferenzen wurden kritisiert, da nur geladene Gäste Zugang hatten. Die bislang letzte Berlin-Konferenz fand 2021 online statt.